# Wissenskommunismus
Wissenskommunismus ist ein in Anschluss an eine Theorie des Soziologen Robert K. Merton (1942) geprägter Begriff, der darauf hinweist, dass Forschungsergebnisse veröffentlicht werden müssen, um sie in einem Peer-Review-Prozess überprüfen, replizieren, kritisieren und fortschreiben zu können. Wissenschaftliche Forschungsergebnisse gehören demnach ihrem Wesen nach zum Gemeineigentum.

## Wissenschaftsgeschichtliche Entwicklung
Seit den Athenern gehört es zur Universität, dass das von ihr erzeugte und durch sie weitergegebene Wissen, anders als das in geschlossenen und gar geheimen Forschungsstellen der Staaten oder der Industrien üblich ist, ohne den Schutz von Patenten und Urheberrechten zirkulieren können muss. Die im Hochmittelalter entstandenen europäischen Universitäten bildeten einen Medienverbund aus Verarbeitung des gesprochenen Wortes zu handschriftlichen Büchern, Speicherung in Bibliotheken und Übertragung von Texten in einem eigenen Universitätspostsystem. In der frühen Neuzeit übernahmen dank Johannes Gutenbergs Erfindung Verlage die Produktion von Büchern, entstehende Territorial- und später Nationalstaaten beanspruchten das Postmonopol. Die Informationsverarbeitung, so Friedrich Kittler, wurde einer Hardware übertragen, die in den geschlossenen Kreisen der militärischen Nachrichtentechniken entstand. Die Software dagegen sei eine Schöpfung der Universität gewesen. Die universale Turing-Maschine stammte als Konzept und als Software aus einer akademischen Dissertation:

„Ganz entsprechend stammt die noch immer herrschende von-Neumann-Architektur von einem, der es vom Göttinger mathematischen Privatdozenten schließlich zum Chefberater des Pentagon brachte. Auf diesem Weg zur Macht hat das Wissen, das in Computer und ihre Algorithmen versenkt ist, einmal mehr jene Schließung erfahren, die einst bei der Übernahme der Universitäten durch die Territorialstaaten drohte.“

Solcher realen Vereinnahmungen zum Trotz entwarf die Gelehrtenrepublik des 19. Jahrhunderts eine akademische Wissenschaftsverfassung, die auf der Freiheit von Lehre und Forschung beruhte. Konstitutiv für diese klassische Wissensordnung humboldtscher Prägung und fortgeschrieben
in der Wissenschaftsgemeinde des letzten Jahrhunderts durch Autoren wie Max Weber, Karl Popper, Robert K. Merton, Helmut F. Spinner und andere sind vier große Abkopplungen:
- Die Trennung von Erkenntnis und Eigentum: Forschungsergebnisse müssen veröffentlicht werden, um sie in einem Peer-Review-Prozess überprüfen, replizieren, kritisieren und fortschreiben zu können. Das ist es, was Robert Merton mit dem Wissenskommunismus der Wissenschaften meinte;[2]
- die Trennung von Ideen und Interessen,
- die Trennung von Theorie und Praxis,
- die Trennung von Wissenschaft und Staat: Lehre und Forschung folgen keinen externen Anweisungen. Das heißt nicht, dass sie nicht öffentlich finanziert werden dürften, ganz im Gegenteil. Tatsächlich wurde die Grundlagenforschung für die neue Ordnung digitaler Medien, also der Computer und Datennetze, mit öffentlichen Mitteln betrieben.[3]

Robert Merton hielt für die Wissenschaft vier grundlegende Normen für charakteristisch, neben dem „Kommunismus“ auch Universalismus, Uneigennützigkeit („disinterestedness“) und institutionalisierter Skeptizismus.

## Bedeutung für freie Software
Der für die freie Software und Open Content wesentliche Punkt ist die „Abkopplung der Ideenwirtschaft von der normalen Güterwirtschaft“. Mit seiner Veröffentlichung wird das Wissen zum Gemeingut der Forschungsgemeinschaft. Es kann von Kollegen frei nachvollzogen, überprüft und weiterentwickelt werden und in der Lehre frei der Reproduktion der Wissensträger in der nächsten Generation dienen. Durch diese fruchtbaren Bedingungen im „Sondermilieu“ der Wissenschaften können die parallelen, kollektiven Bemühungen Ergebnisse hervorbringen, die kein Einzelner und kein einzelnes Team produzieren könnten.
Die einzelne Wissenschaftlerin erhält im Wissenskommunismus als Anerkennung für die von ihr erarbeiteten Erkenntnisse keine Geldzahlungen – um von dieser Notwendigkeit freigestellt zu sein, alimentiert sie der Staat –, sondern ein symbolisches Entgelt in Form von fachlicher Reputation, wie sie sich z. B. an der Zahl der Einträge im Citation Index ablesen lässt. Statt eines Monopolverwertungsrechts, wie es das Patentsystem für Erfindungen von industriellem Wert gewährt, steht hier das Recht auf Namensnennung im Vordergrund.
Die Wissensordnung dieses Sondermilieus strahlt über ihren eigentlichen Geltungsbereich hinaus auf seine Umwelt in der modernen, demokratischen Gesellschaft aus, mit der zusammen sie entstanden ist:

„Der Wissenstransfer in das gesellschaftliche Umfeld konnte unter günstigen Bedingungen (Rechtsstaat, Demokratie, liberale Öffentlichkeit) wesentliche Bestandteile dieser Wissensordnung in die ‚Wissensverfassung‘ der Gesellschaft einfließen lassen. Die freie wissenschaftliche Forschung, Lehre, Veröffentlichung findet so ihre Ergänzung in der ‚Freien Meinung‘ des Bürgers und verwandter Wissensfreiheiten, wie in unserem Grundgesetz verankert. So spannt sich der Bogen der ordnungspolitischen Leitvorstellungen, mit Abstrichen auch der positiven Regulierungen und praktischen Realisierungen, vom Wissenskommunismus der Forschungsgemeinschaft bis zur informationellen Grundversorgung in der Informationsgesellschaft und dem geforderten weltweiten freien Informationsfluss“

Den Zusammenhang zwischen freier Software, Wissenskommunismus und Gesellschaft untersuchte auch das Projekt Oekonux.